# Andreas Kablitz
Andreas Kablitz (* 8. November 1957 in Aachen) ist ein deutscher Romanist und Komparatist an der Universität zu Köln und Direktor des dortigen Petrarca-Instituts.

## Leben
Nach dem Abitur am Nicolaus-Cusanus-Gymnasium 1976 in Bergisch Gladbach studierte Kablitz an der Universität zu Köln Romanistik und Geschichte. 1981 wurde er wissenschaftlicher Mitarbeiter am Institut für Romanische Philologie der Freien Universität Berlin am Lehrstuhl von Klaus W. Hempfer. 1983 wurde er mit einer Arbeit über die Méditations poétiques von Alphonse de Lamartine promoviert, im Jahre 1987 erfolgte die Habilitation über Die Diskussion um das ridiculum im 16. Jahrhundert in Italien. Die Anfänge der neuzeitlichen Theorie des Komischen in der italienischen Renaissance. 1989 folgte Kablitz dem Ruf auf eine C3-Professur für Romanische Philologie an die Eberhard-Karls-Universität Tübingen. Ein Jahr später nahm Kablitz den Ruf an den Lehrstuhl für Italienische Philologie der Ludwig-Maximilians-Universität München an. Nach vier Jahren brachte ihn ein weiterer Ruf an die Heimatuniversität zurück: Seit 1994 lehrt Kablitz in Köln als Professor für Romanische Philologie und Allgemeine und Vergleichende Literaturwissenschaft und ist Direktor des Petrarca-Instituts. In den Jahren 2004 und 2011 lehnte er Rufe an die Freie Universität Berlin ab.
Kablitz war unter anderem Fellow am Freiburg Institute for Advanced Studies, am Kölner Käthe Hamburger Kolleg Morphomata, am Internationalen Kolleg für Geisteswissenschaftliche Forschung „Schicksal, Freiheit und Prognose. Bewältigungsstrategien in Ostasien und Europa“ in Erlangen, Gastwissenschaftler an der University of Washington und conférencier invité am Collège de France.

## Forschungsschwerpunkte
Kablitz beschäftigt sich schwerpunktmäßig mit der älteren italienischen Literatur, vor allem den großen Autoren des 13. und 14. Jahrhunderts sowie mit der neueren französischen Literatur. Seine komparatistischen Interessen gelten ebenso antiken Texten wie der deutschen und englischen Literatur. Ein wichtiger Bereich seiner Forschungen sind seine Arbeiten zur Theorie der Literatur und deren Verbindung zur Philosophie.

## Auszeichnungen und Mitgliedschaften
1997 wurde er mit dem Gottfried-Wilhelm-Leibniz-Preis der Deutschen Forschungsgemeinschaft (DFG) ausgezeichnet. Seit 1998 ist er Mitglied des Wissenschaftlichen Beirates der Fritz-Thyssen-Stiftung.
Kablitz ist korrespondierendes Mitglied der Bayerischen Akademie der Wissenschaften, seit 2006 Mitglied der Nordrhein-Westfälischen Akademie der Wissenschaften und seit 2007 Mitglied der Nationalen Akademie der Wissenschaften Leopoldina. 2016 wurde er zum Obmann der kulturwissenschaftlichen Sektion sowie zum Senator der Leopoldina gewählt. 2023 wurde Kablitz als auswärtiges Mitglied in die Accademia Nazionale dei Lincei aufgenommen und ist ferner Mitglied des advisory boards der Zeitschrift Lettere Italiane.
Im Jahre 2010 wurde er durch den italienischen Staatspräsidenten Giorgio Napolitano zum commendatore des Ordine della Stella della Solidarietà Italiana ernannt. Seit 2015 ist Kablitz Mitglied des International Advisory Board der Dante Studies.
Kablitz war Herausgeber der Italienischen Studien, der Romanica Monacensia und des Romanistischen Jahrbuchs. Seit 1994 gibt er die Schriften und Vorträge des Petrarca-Instituts Köln heraus, seit 2015 ist Kablitz Verantwortlicher Herausgeber der komparatistischen Zeitschrift POETICA.

## Schriften (Auswahl)

### Artikel
- „Frühlingsklänge. Eichendorffs Antwort auf Goethes Osterspaziergang“, in: Deutsche Vierteljahresschrift für Literaturwissenschaft und Geistesgeschichte 90 (2016), S. 567–598.
- „Corneilles theatrum gloriae. Paradoxien der Ehre und tragische Kasuistik Le Cid – Horace – Cinna“, in: Diskurse des Barock. Dezentrierte oder rezentrierte Welt?, hg. von Joachim Küpper, [Romanistisches Kolloquium Bd. 9] München 2000, S. 491–552.
- „Jenseitige Kunst oder Gott als Bildhauer. Die Reliefs in Dantes Purgatorio (Purg. X-XII)“ in: Mimesis und Simulation, hg. von Andreas Kablitz und Gerhard Neumann, [Rombach–Wissenschaften Reihe Litterae Bd. 52] Freiburg im Breisgau 1998, S. 309–356.
- „Affektintimität und Diskursöffentlichkeit. Shakespeares dark-lady-Sonette als Dekonstruktion des tradierten lyrischen Diskurses“, in: Shakespeares Sonette in europäischen Perspektiven, Ein Symposium, hg. von Dieter Mehl und Wolfgang Weiß, [Studien zur Englischen Literatur Bd. 5] Münster/Hamburg 1993, S. 206–242.
- „Der Systemfehler der Geisteswissenschaften“ in: Frankfurter Allgemeine Zeitung, 31. Dezember 2014.
- „Lasst uns die Gründung Europas feiern“. In: Die Welt, 20. Februar 2017.(welt.de)
- „Die Logik der Welt. Wie liest man eine Speisekarte? Was macht die Zeit mit den Sätzen? Und darf man Autor und Erzähler wirklich nicht verwechseln? Andreas Kablitz hat ein monumentales Buch über Thomas Manns ‚Zauberberg‘ geschrieben“. In: Die Welt AM SONNTAG, 1. Oktober 2017.
- „Literarische Hermeneutik. Aus welchem Grund und zu welchem Ende betreibt man Literaturinterpretation?“, in: Zeitschrift für Literaturwissenschaft und Linguistik 51 (2021), S. 589–628 doi:10.1007/s41244-021-00241-z.

### Monographien
- Lamartines Méditations poétiques. Untersuchungen zur Bedeutungskonstitution im Widerstreit von Lesererwartung und Textstruktur. Dissertation, Stuttgart 1985, ISBN 978-3-515-04224-6.
- Kunst des Möglichen. Theorie der Literatur (= Rombach Wissenschaften Reihe Litterae, Bd. 190). Freiburg im Breisgau 2013, ISBN 978-3-7930-9708-2.
- Zwischen Rhetorik und Ontologie. Struktur und Geschichte der Allegorie im Spiegel der jüngeren Literaturwissenschaft (= Neues Forum für Allgemeine und Vergleichende Literaturwissenschaft, Bd. 50). Winter, Heidelberg 2016, ISBN 978-3-8253-6701-5.
- Der Zauberberg. Die Zergliederung der Welt (= Neues Forum für Allgemeine und Vergleichende Literaturwissenschaft, Bd. 55). Winter, Heidelberg 2017, ISBN 978-3-8253-6804-3, (Online).
- Ist die Neuzeit legitim? Der Ursprung neuzeitlichen Naturverständnisses und die Literatur des 14. Jahrhunderts (Dante – Boccaccio). Schwabe, Basel 2019, ISBN 978-3-7965-3944-2.
- "Daran ist die Gesellschaft schuld!" Zur Vorgeschichte eines Diktums der Moderne. Academia, Baden-Baden 2020, ISBN 978-3-89665-870-8.
- Poetics of Redemption. De Gruyter, Berlin 2021, ISBN 978-3-1106-3409-9.
- Epistemologie und Ästhetik. Winter, Heidelberg 2021, ISBN 978-3-8253-4896-0.
- Erzählte Skepsis. Über Wahrheit und Lüge des Felix Krull. Ein Essay. Winter, Heidelberg 2022, ISBN 978-3-8253-4990-5.
- Die Justiz auf der Bühne. Heinrich von Kleist Der zerbrochne Krug (= Beihefte zum Euphorion. Zeitschrift für Literaturgeschichte, Bd. 122). Winter, Heidelberg 2023.